# ناتان ویتره
ناتان ویتره (انگلیسی: Nathan Vitré؛ زادهٔ ۳ مارس ۱۹۹۸) بازیکن فوتبال است.
از باشگاه‌هایی که در آن بازی کرده‌است می‌توان به باشگاه فوتبال کلرمون فوت اشاره کرد.